# Cybaeodamus scottae
Cybaeodamus scottae är en spindelart som beskrevs av Cândido Firmino de Mello-Leitão 1941. 
Cybaeodamus scottae ingår i släktet Cybaeodamus och familjen Zodariidae. Inga underarter finns listade i Catalogue of Life.